# Placopyrenium fuscellum
Placopyrenium fuscellum är en lavart som först beskrevs av Turner och som fick sitt nu gällande namn av Cécile Gueidan och Claude Roux. I den svenska databasen Dyntaxa används istället namnet Verrucaria canella. 
Enligt Catalogue of Life ingår Placopyrenium fuscellum i släktet Placopyrenium, och familjen Verrucariaceae, men enligt Dyntaxa är tillhörigheten istället släktet Verrucaria, och familjen Verrucariaceae. Enligt den finländska rödlistan är arten starkt hotad i Finland. Arten är reproducerande i Sverige. Artens livsmiljö är skogar. Inga underarter finns listade i Catalogue of Life.